# Polska Liga Hokeja Kobiet
Ekstraliga polska w hokeju na lodzie kobiet – rozgrywki ligowe hokeja na lodzie kobiet, prowadzone cyklicznie systemem kołowym z fazą play-off na zakończenie każdego z sezonów, mające na celu wyłonienie mistrzyń Polski.

## Formuła
W przeszłości, ze względu na brak ligi, żeńskie drużyny hokejowe w Polsce rozgrywały pojedyncze mecze towarzyskie lub turnieje, organizowane przez poszczególne kluby. Podczas jednego z takich turniejów - rozegranego w Janowie w 2007 r. - wyłoniono pierwsze mistrzynie Polski - Atomówki Tychy. Polska Liga Hokeja Kobiet zainaugurowała zmagania w październiku 2007 r., rozpoczynając sezon 2007/08.
Początkowo w rozgrywkach Polskiej Ligi Hokeja Kobiet obowiązywały „Postanowienia wspólne dotyczące rozgrywek wszystkich szczebli w hokeju na lodzie” z pewnymi wyjątkami, np. zakaz gry ciałem, brak obowiązku gry w jednolitych kolorach spodni i kasków.

## Medalistki
| Sezon | 1. miejsce          | 2. miejsce            | 3. miejsce                                  |
| ----- | ------------------- | --------------------- | ------------------------------------------- |
| 2007  | GKS Atomówki Tychy  |                       |                                             |
| 2008  | GKS Atomówki Tychy  | UKH Białe Jastrzębie  | TMH Polonia Bytom                           |
| 2009  | GKS Atomówki Tychy  | TMH Polonia Bytom     | UKH Białe Jastrzębie                        |
| 2010  | TMH Polonia Bytom   | MUKS Naprzód Janów    | UKHK Unia Oświęcim                          |
| 2011  | TMH Polonia Bytom   | UKH Białe Jastrzębie  | UKHK Unia Oświęcim                          |
| 2012  | TMH Polonia Bytom   | UKHK Unia Oświęcim    | UKH Białe Jastrzębie                        |
| 2013  | TMH Polonia Bytom   | UKHK Unia Oświęcim    | MUKS Naprzód Janów                          |
| 2014  | UKHK Unia Oświęcim  | TMH Polonia Bytom     | MUKS Naprzód Janów                          |
| 2015  | Stoczniowiec Gdańsk | UKHK Unia Oświęcim    | TMH Polonia Bytom                           |
| 2016  | TMH Polonia Bytom   | Stoczniowiec Gdańsk   | MUKS Naprzód Janów                          |
| 2017  | TMH Polonia Bytom   | Stoczniowiec Gdańsk   | GKS Atomówki Tychy                          |
| 2018  | TMH Polonia Bytom   | Stoczniowiec Gdańsk   | GKS Atomówki Tychy                          |
| 2019  | TMH Polonia Bytom   | Stoczniowiec Gdańsk   | UKHK Unia Oświęcim                          |
| 2020  | TMH Polonia Bytom   | Stoczniowiec Gdańsk   | UKHK Unia Oświęcim, SKKH Atomówki GKS Tychy |
| 2021  | TMH Polonia Bytom   | Stoczniowiec Gdańsk   | SKKH Atomówki GKS Tychy                     |
| 2022  | BS Polonia Bytom    | Stoczniowiec Gdańsk   | UKHK Unia Oświęcim                          |
| 2023  | BS Polonia Bytom    | Stoczniowiec Gdańsk   | UKHK Unia Oświęcim                          |
| 2024  | BS Polonia Bytom    | Kojotki Naprzód Janów | Stoczniowiec Gdańsk                         |
| 2025  | BS Polonia Bytom    | Kojotki Naprzód Janów | Stoczniowiec Gdańsk                         |

## Edycje PLHK
W sezonie 2012/2013 w lidze występowało 10 drużyn. Złoty medal zdobyła drużyna TMH Polonia Bytom, która jest najbardziej utytułowanym zespołem (trzynaście tytułów mistrzowskich).
| Sezon 2007/2008 - KS Cracovia - KTH MOSiR Krynica-Zdrój - MUKS Naprzód Janów - TMH Polonia Bytom - MKS Jaskółki Toruń - GKS Stoczniowiec Gdańsk - GKS Tychy - UKHK Unia Oświęcim |  | Sezon 2011/2012 - TMH Polonia Bytom - UKH Białe Jastrzębie - UKHK Unia Oświęcim - MUKS Naprzód Janów - GKS Stoczniowiec Gdańsk - KM KTH Krynica - KS Cracovia - SKKH Atomówki GKS Tychy - MKS Jaskółki Toruń |  | Sezon 2012/2013 - TMH Polonia Bytom - UKH Białe Jastrzębie - UKHK Unia Oświęcim - MUKS Naprzód Janów - GKS Stoczniowiec Gdańsk - MKHL Krynica-Zdrój - KS Cracovia 1906 - SKKH Atomówki GKS Tychy - MKS Jaskółki Toruń - MMKS Podhale Nowy Targ |

## Sezon 2013/2014
W sezonie 2013/2014 stworzono dwie grupy w rozgrywkach. W pierwszej miało rywalizować pierwotnie sześć najlepszych drużyn poprzedniej edycji, a w drugiej pozostałe oraz nowo przyjęte drużyny (łącznie cztery). Następnie do sezonu nie przystąpiły zespoły UKH Białe Jastrzębie i MKS Jaskółki Toruń.
| Grupa A - TMH Polonia Bytom - UKHK Unia Oświęcim - MUKS Naprzód Janów - GKS Stoczniowiec Gdańsk - SKKH Atomówki GKS Tychy - MKHL Krynica-Zdrój |  | Grupa B - Ciarko PBS Bank KH Sanok - KS Cracovia 1906 - MMKS Podhale Nowy Targ - MHKL Krynica-Zdrój II |